# Siris
Siris (sardinski: Sìris) je grad i općina (comune) u pokrajini Oristanu u regiji Sardiniji, Italija. Nalazi se na nadmorskoj visini od 161 metar i ima 230 stanovnika.
 Prostire se na 6,00 km². Gustoća naseljenosti je 38 st/km².
Susjedne općine su: Masullas, Morgongiori i Pompu.